# دشا (آرکانزاس)
دشا (به انگلیسی: Desha) یک منطقهٔ مسکونی در ایالات متحده آمریکا است که در شهرستان ایندیپندنس، آرکانزاس واقع شده‌است. دشا ۹۹٫۹۸ متر بالاتر از سطح دریا واقع شده‌است.